# Corinne Day
Pour les articles homonymes, voir Day.
Corinne Day, née le 19 février 1962 et morte le 27 août 2010, était une photographe de mode et photographe documentaire et un ancien mannequin britannique. 
Sa carrière sera notamment marquée dans les années 1990 par les premières photographies de Kate Moss pour le magazine The Face, puis la première couverture du mannequin sur le British Vogue.
Elle a également réalisé la pochette de l'album Without You I'm Nothing du groupe Placebo, ainsi que les singles qui en sont issus.
Elle meurt à 48 ans d'une tumeur au cerveau diagnostiquée un an plus tôt, et ce en dépit d'une collecte de fonds organisée pour financer son traitement thérapeutique.